# Пістрява стрічка
«Пістрява стрічка» або «Строката бинда» (англ. «The Adventure of the Speckled Band») — детективна розповідь англійського письменника Артура Конан-Дойля, яка входить до збірки «Пригоди Шерлока Холмса». Уперше «Пістряву стрічку» видали в «Strand Magazine», у лютому 1892 року.
Один із найкращих творів про Шерлока Холмса.

## Сюжет
До Шерлока Холмса звертається по допомогу Елен Стоунер. Вона розповіла, що кілька років тому, всього за два тижні до свого весілля, за загадкових обставин померла її сестра Джулія. Перед смертю Джулія лише встигла прошепотіти: «Пістрява стрічка».
Справа полягала в тому, що у разі одруження якоїсь із сестер Стоунер їхній вітчим Ройлотт повинен був виплатити кожній певну суму грошей. А це коштувало б йому фінансових втрат.

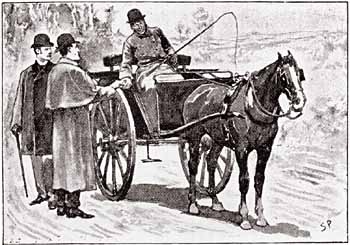
Детектив та його компаньйон приїхали до Сток-Морен

І от саме зараз, коли й Елен збирається вступити в шлюб, вночі вона теж чує (як і її покійна сестра) тихий свист. Стоунер відчуває, що відбувається щось дивне і страшне, тому й просить допомоги у Холмса.
Шерлок уважно її вислухав і погодився вести цю справу. Він домовився з дівчиною, що ввечері він прибуде до маєтку Грімсбі Ройлотта разом із доктором Вотсоном.
Тільки-но Елен пішла, до квартири Шерлока увірвався її вітчим Грімсбі Ройлотт. Погрозами він намагається відмовити Холмса та Вотсона від цієї справи, однак у нього нічого не виходить і він дуже розлючений залишає будинок.
Ввечері Холмс та доктор Вотсон прибувають до будинку Ройлотта й оглядають його, доки сам власник відсутній. У кімнаті вітчима Елен вони знаходять дивний сейф, а також маленьке блюдце з молоком. Після цього Шерлок просить міс Стоунер сьогодні переночувати в кімнаті її сестри, а вони з доктором Вотсоном залишаться в її кімнаті, щоб розгадати таємницю свисту.

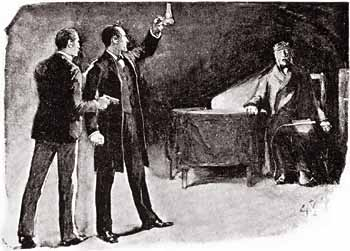
Вотсон і Холмс бачать мертвого Грімсбі Ройлотта

Коли Холмс та Вотсон залишилися в кімнаті Елен, вони почули, що Ройлотт повернувся додому. Через деякий час чоловіки почули тихий свист, а слідом за ним з вентиляційної віддушини почала виповзати змія. Шерлок почав бити палицею змію, яка, злякавшись, поповзла назад до кімнати доктора Грімсбі Ройлотта.
Коли Холмс та Вотсон побігли до кімнати вітчима, то почули несамовитий крик. Вибивши двері, Холмс побачив мертвого Ройлотта, якого вкусила змія. Вбивця став жертвою свого ж знаряддя вбивства.
Виявилося, що Ройлотт використовував болотяну змію для вбивства Джулії, а потім так само намагався вбити й Елен. Безжальний убивця направляв її до вентиляційного отвору, щоб та спустилася по мотузці і вкусила дівчину.

## Джерело натхнення
Річард Ленселін Грін, редактор видання 2000 року оксфордського м'якого видання «Пригод Шерлока Холмса», припускає, що джерелом історії Дойла, ймовірно, була стаття під назвою "Відвідування удавом. Західноафриканська пригода" у журналі Cassell's Saturday Journal, опублікована в лютому 1891 року. У статті капітан розповідає, як його відправили до віддаленого табору в Західній Африці, щоб залишитися в занедбаній хатині, яка належала португальському торговцю. У першу ніч у хатині його пробуджує скрипучий звук, і він бачить "темну дивну річ, що звисає через вентилятор над ним". Виявляється, це найбільший удав звичайний, якого він коли-небудь бачив (швидше за все, пітон, оскільки в Африці немає удавів). Він паралізований страхом, коли змія спускається в кімнату. Не маючи можливості покликати на допомогу, капітан помічає старий дзвін, що висів на виступаючій балці над одним із вікон. Мотузка дзвона згнила, але за допомогою палиці йому вдається подзвонити і підняти тривогу.

## Історія публікації
"Пістрява стрічка" була вперше опублікована у Великобританії в журналі The Strand Magazine у лютому 1892 року, а в Сполучених Штатах — в американському виданні Strand у березні 1892 року. Оповідання було опубліковане з дев'ятьма ілюстраціями Сідні Педжета в The Strand Magazine. Воно було включене до збірки оповідань Пригоди Шерлока Холмса, яка була опублікована в жовтні 1892 року.

## Помилки
- Артур Конан-Дойл при написанні «Пістрявої стрічки» допустив кілька серйозних помилок. У розповіді доктор Ройлотт використовував для вбивства власної падчерки болотяну змію, яка виповзала з вентиляційної віддушини, а потім спускалася і піднімалася назад по мотузці для дзвінка, яким викликали слуг. Але справа в тому, що змії не зможуть повзти по вільно висячій мотузці, тому що їм потрібна тверда основа. Інакше кажучи, такий трюк у житті неможливий.
- Також у книзі згадувалося про те, що Ройлотт кликав змію свистом, однак у ХХ столітті науковці довели, що змії глухі, тому це теж вважається помилкою автора[6].

## Адаптації

### Театр
- Конан Дойл написав адаптацію для сцени в 1910 році.[7] Прем'єра відбулася в Театрі Адельфі, Лондон, 4 червня 1910 року, потім п'єса була перенесена до Театру Ґлоуб 8 серпня і завершила показ 29 жовтня після 169 вистав. [8] Наступного року п'єсу побачили в Манчестері в Театрі Принца і, можливо, вона гастролювала британськими провінціями. [9]
- Восени 2013 року нова сценічна адаптація, Шерлок Холмс і пістрява стрічка, написана Максом Ґі, вперше була представлена в Будинку скарбника, Йорк, та замку Ріплі, Ріплі, Північний Йоркшир. П'єсу поставила театральна компанія Theatre Mill, режисером був Семюел Вуд, а в ролях Холмса та Ватсона виступили Ліам Тімс та Адам Елмс.[10]

### Екранізації
- Коротке оповідання також було адаптоване для нині втраченого британсько-французького короткометражного фільму 1912 року Цяткова стрічка як частина серії фільмів Éclair за участю Жоржа Тревіля в ролі Шерлока Холмса.[11][12]
- «Пістрява стрічка» — британська екранізація розповіді 1923 року.
- «Пістрява стрічка» — британська екранізація розповіді, яка вийшла в 1931 році.
- «Шерлок Холмс і доктор Ватсон» — радянський телесеріал 1979 року.
- Фільм 1944 року "Жінка-павук" (The Spider Woman) базується на кількох історіях про Холмса, серед яких "Пістрява стрічка".

### Телебачення
- Півгодинна телевізійна адаптація з Аланом Нейпіром та Мелвіллом Купером була показана як десятий епізод телевізійного серіалу NBC Your Show Time 25 березня 1949 року.[13] Це одна з найраніших відомих появ Холмса на телебаченні.
- Пілотний епізод серіалу BBC 1964–1965 років Шерлок Холмс був новою версією "Цяткової стрічки", що вийшла в ефір у травні 1964 року в рамках антології Detective. Епізод був написаний Джайлзом Купером, режисером був Робін Міджлі, а в ролях – Дуглас Вілмер як Холмс, Найджел Сток як Ватсон і Фелікс Фелтон як Ройлотт.[14]
- "Справа пістрявої стрічки" була другим епізодом польського телесеріалу Шерлок Холмс і доктор Ватсон з Джеффрі Вайтхедом у ролі Шерлока Холмса та Дональдом Пікерінгом у ролі доктора Ватсона, вперше показаного в 1979 році.
- "Цяткова стрічка" була шостим епізодом першого сезону адаптацій Холмса телекомпанією Granada Television з Джеремі Бреттом у ролі Холмса та Девідом Берком у ролі Ватсона, вперше показаного в 1984 році.[15]
- "Цяткова стрічка" була адаптована як частина аніме-серіалу 1984–85 років Шерлок Гаунд. У цій версії Моріарті видає себе за Ройлотта, щоб вкрасти гроші Гелен, а Гаунд потрапляє в історію, коли його автомобіль ламається, і він повинен переночувати в їхньому будинку.
- Кокі Мітані адаптував "Пригоду із пістрявою стрічкою" та "Повзуча людина" для епізоду лялькового серіалу NHK Шерлок Холмс. Одного вечора в школі Бітон знаходять болотяну гадюку з плямами у формі крокуса. Наступного дня стажерка-вчителька Гелен Стонер відвідує Холмса і Ватсона в кімнаті 221B гуртожитку Бейкер і розповідає їм про дивну поведінку Ґрімсбі Ройлотта, який викладає хімію. Того вечора вони дізнаються, що означає його поведінка, але Шерман, учениця, зазнає нападу гадюки.[16]
- Анімаційний телесеріал Шерлок Холмс у 22 столітті містив адаптацію цієї історії під назвою "Ваги правосуддя".

### Відеоігри
- The Great Ace Attorney: Adventures адаптувала "Цяткову стрічку" у другий епізод гри "Пригода нерозривної пістрявої стрічки".